# Carasa
Carasa es una localidad del municipio español de Voto, en la comunidad autónoma de Cantabria.

## Datos básicos
En 2023 contaba con una población de 851 habitantes (INE). Se encuentra a 25 metros sobre el nivel del mar y a 4,5 kilómetros de la capital municipal, Bádames.

## Contexto geográfico
Está situada en el estuario del río Asón en una zona protegida donde paran las aves migratorias (Parque natural de las Marismas de Santoña, Victoria y Joyel).
Las aguas del Mar Cantábrico se adentran a la localidad a través de las rías de Carasa y de Limpias por los barrios de La Venera y El Cristo. 
Rodean el lugar barrios altos como Rioseco o Angustina, así como otras comarcas "montañesas" de la Junta de Voto, pues San Bartolomé culmina a 300 metros de altura.

## Etimología
Rafael Lapesa (filólogo español) señala en su obra una serie de prefijos prerromanos entre los cuales se halla carau ,"piedra", cuyo origen es prerromano, probablemente ligur. La terminación latina oso/asa significa "abundante en", cosa que corrobora la realidad geológica de esta localidad donde predomina la piedra y existen tres canteras. En Carasa muchos barrios tienen también origen latino, como Angustina (Angostum = estrecho, lugar donde se "estrecha" la ría), Somocarasa o Somarriba (Summun = barrio alto), Ampudia (Aquam putridam = de donde baja un riachuelo de "aguas turbias"), Candiano (Candidus = blanco como la nieve de la cumbre), Ontañón (Fontanione = lugar de fuentes o agua donde afloraba un remanso de agua que se tapó con la nueva carretera), Camargo (que viene del sustantivo celta "mar", que significa "mar" y del prefijo "bajo" que significa "debajo de") o de la Carrera (del latín vulgar: Carraria = vía para carros). Los demás barrios provienen de un castellano más castizo, como Rioseco, la Maza, el Carril, el Aro, el Cristo, Pando, Corino, Monte Bramón, Bierco, la Carcaba (carretera hacia Marrón), la Venera (concha del peregrino, forma del entrante del mar en la desembocadura de un río), el Brión, la Ponderosa, el Vear (islote cerca del puente de Limpias), la Serna o el Roble (en Angustina). Casi todos estos barrios darán apellidos toponímicos. 
El genealogista Domingo de la Palenque, que vivió en Angustina en todo el siglo XVII y autor de una obra de referencia sobre la genealogía de la Casa Velasco, nos dice de Carasa lo siguiente en 1640:

”Ay en Carassa cuatro barrios en que se dibide el lugar: Ruseco, Camargo, Hontañón y Somarriba y de todos estos apellidos ay hidalgos antiguos ende, si bien algunos an tomado y ussan de algunos destos apellidos de poco tiempo a esta parte, abiendo benido de otras partes ygnotas a cassar allí. Ay también cassa y apellido de Carassa que agora es binculada y aún dícesse que lo fue con más anplitud en tiempo antiguo, mas desto no ay buena [razón]. Áyla de que fueron ombres principales y de balor, conpetidores de los Hontañones y ubo entrellos muertes, con que los Hontañones se enpobreçieron. Desta familia de Carassa fue el que pobló y fundó la cassa de la Torre y tomó aquel apellido, que agora es bínculo, abrá çien años poco más o menos. Ay barrio también y familia de Agustina, que fueron jente noble; aunque oy algunos usan del apellido que sus passados por barón, tubieron otro. Ay cassa y linaje de la Maça, que es de bínculo y de ella a abido muy ylustres ombres. Ay también apellido de Landeras, del qual ubo dos ombres en particular, hermanos, uno probissor canónigo y cardenal de Santiago de Galiçia y otro oy, dondel Real Consejo de Indias; ylustres y justos barones y que dieron a muchos la mano; eran por madre de los de Carassa y de Belasco; oy es bínculo. Ay los Galindos, apellido antiguo en León y Castilla y en este lugar familia muy antigua aunque pobre. Ubo apellido y ay barrio de Soqueto y del Escajal, solares por sí, y apellido de la Serna; ubo Viyas y Picoçes. Ay sitio y apellido de Nobal y del Carril y Piedra y de los más dellos hay las señales dichas".

## Historia

#### El poblamiento
Carasa era un sitio ideal para el establecimiento de los primeros pobladores. Era un lugar abierto al mar, pero también muy bien protegido, con la proximidad de montes con abundante vegetación y fauna, y bien encajado entre los altos de Angustina, Somocarasa y el Cristo, que sirven de protecciones naturales al poblado. Los ríos y las marismas de las rías de Carasa eran otra fuente de recursos que el hombre primitivo aprovechaba. De ello dan fe los abundantes restos arqueológicos extraídos en las excavaciones, como por ejemplo en la Cueva del Marnero en Angustina (barrio de Carasa), donde se hicieron hallazgos de cerámicas de la Edad del Bronce.
Sobre el poblamiento de Carasa, Lope García de Salazarquiere atribuirlo a un desembarco de "godos" en Santoña, en el año 740,  que huían de las zonas conquistadas por los árabes en épocas de Reconquista. Según esta versión, entre leyenda e historia, varios de estos godos fundaron casa solar en Carasa, dando a nacer ilustres linajes como los Landeras, los Angustina, o la Casa de Velasco. Pero el lugar donde se halla Carasa ya estaba probablemente ocupado por una tribu prerromana que podrían ser Autrigones, ya que Ptolomeo los sitúa viviendo cerca del río Asón.

#### La Edad Media
El documento más antiguo conocido sobre Carasa es una donación del Rey "Hereditate, in terras en Rasines y Carasa" a un abad del Monasterio de Santa María de Puerto datado del año 973 (o de 1073 porque no se lee bien la fecha). 

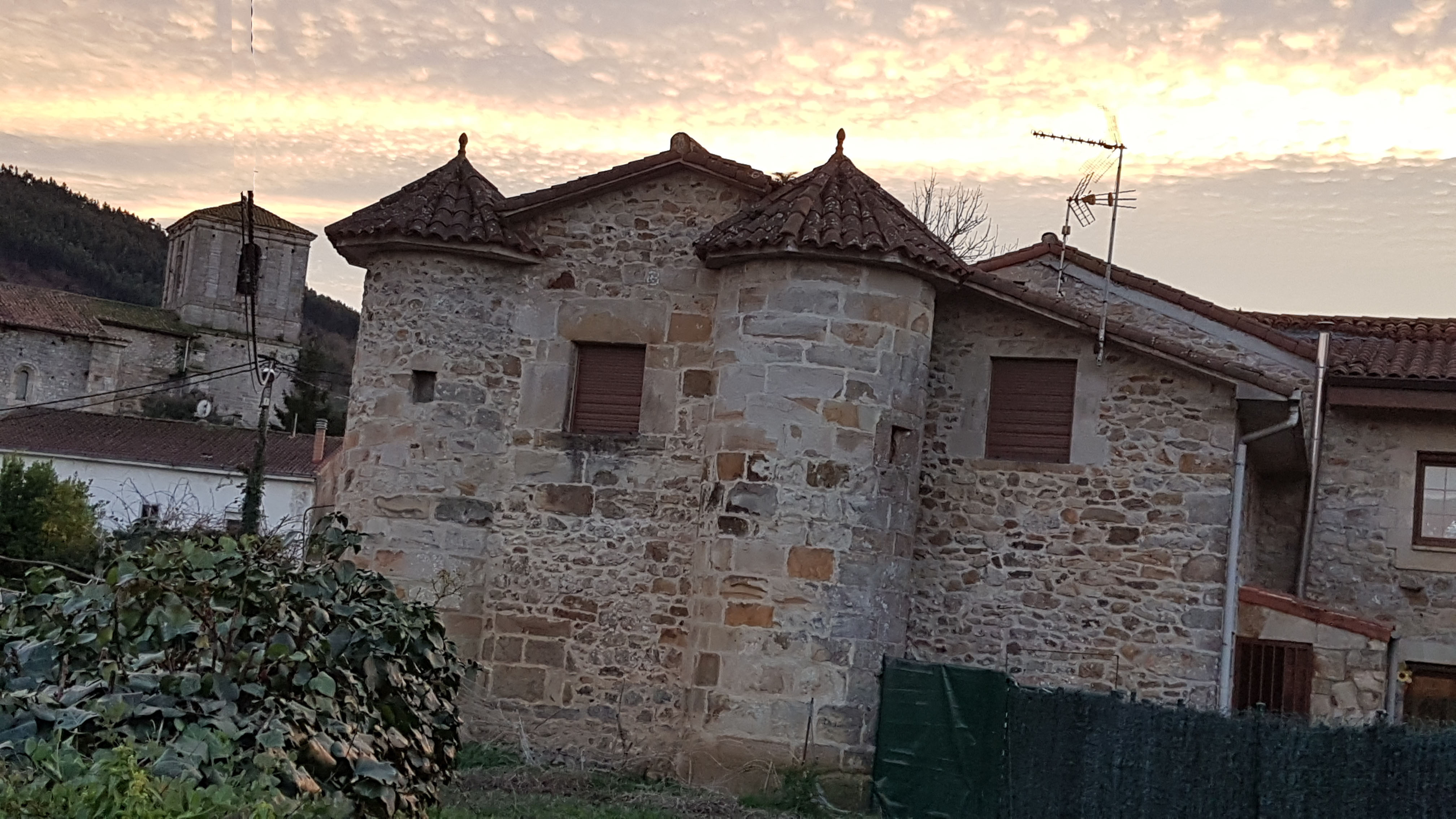
Casa de la Celda, Barrio del Carril, Carasa

 Otros manuscritos de esa Iglesia de Santoña, foco principal de difusión del cristianismo en Trasmiera, nos dan a conocer la existencia de núcleos de población en términos del Ayuntamiento de Voto al cual pertenece Carasa, ya en los albores del segundo milenio. Así son mencionados, por ejemplo, Nates en el año 1086, Bádames en el 1084, Padiérniga en 1135, San Pantaleón de Aras en 1135 y San Miguel de Aras en 1136. 
En 1210, en otro documento titulado "Pesquisa de bienes" se habla de los siguientes personajes de Carasa: "De Carasa juraron Martín Michelez (Martín hijo de Miguel), Petro Bermúdez (Pedro hijo de Bermudo), Petro Nieto (Pedro su nieto), Petro Jhoannes (Pedro hijo de Juan), don Jhoannes (Don Juan), y dijeron que una tierra en el carril que esta en ella una reste de cerezos et es de Sancta María de Carasa. El solar de Jhoannes Espada (Juan Espada) es de S. M. de Porto (Monasterio de Santa María del Puerto en Santoña). El solar de Flios de Sango López (hijos de Santiago López) es de S. M. de Porto. El solar de Pando es de S. M. de Porto". Aquí vemos como hombres de Carasa (del Barrio del Carril)  intentaban delimitar la expansión territorial de la Santa María de Puerto en su catastro y juraban que las tierras eran de ellos, distinguiéndolas de las tierras (ocupadas o no) que Santa María de Puerto poseía en barrios "satélites" de Carasa. Es de notar también la consonancia visigoda (por ejemplo: Bermudo, Johannes, Michel) de los nombres que existían en Carasa en los Siglos IX y XII.

#### Guerra de bandos

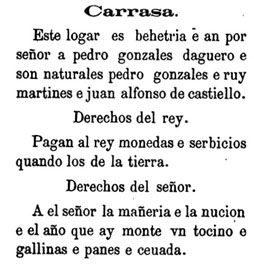
Libro de las Behetrías sobre el señorío del pueblo de Carasa en 1350

Después de la peste negra de 1348 que vacía la comarca, Carasa forma parte del escenario de la guerra de bandos entre giles y negretes para la repoblación y restaurar el dominio feudal en Trasmiera. Sobre Carasa, nos dice el Libro de las Behetrías: "Son naturales Pedro González Daguero (Pedro González de Agüero), Ruy Martines (de Solórzano) e Juan Alfonso del Castiello (Juan Alonso del Castillo)". Son tres caballeros "naturales de Carasa" que combaten con Enrique de Trastámara  y le ayudan a conquistar el poder (a matar a su propio hermano básicamente). Cuidado con esta noción de naturalidad: significaba que estos tres caballeros que señoreaban Carasa eran de la zona de Trasmiera, o vistos como tal por el nuevo rey, pero no significaba que vivían en Carasa, porque en este Libro de las Behetrías los tres caballeros aparecen naturales de más de cuarenta pueblos de la Merindad de Trasmiera. Ahora, si querían afirmar su poderío sobre un pueblo y beneficiarse de los Derechos al Señor, la mejor estrategia de crecimiento era precisamente "poblarlo" con hijos o parientes o aliándose entre linajes del mismo bando. Hijos de destacados caballeros que habían combatido juntos con Enrique de Trastámara se disputan territorios en Trasmiera. Descendientes de estos caballeros se instalan en Carasa a finales del siglo XIV. En la Casa del Pico en Angustina, las cosas se resuelven pacíficamente en 1390 con la compra de la Casa a Pedro de Velasco por su aliado de los Giles: Ruy Martínez de Solórzano III. Sus nietos van a ser cabezas de los linajes Sánchez de Carasa y Ruiz de Velasco en Carasa. En la casa Torre de los Angustina, Diego Sánchez del Castillo (hijo segundo de Juan Alonso del Castillo) casa con Sancha de Angustina y funda el linaje Sánchez de Angustina (o Agustina). En el siglo XV, abriéndose rutas comerciales por tierra y por mar desde Laredo, el protagonismo de Laredo y Colindres va subiendo y abarca a pueblos del Asón como Carasa, y el poder feudal se muta en poder señorial y político de los linajes. En 1494, Diego de Carasa y su primo Pedro Ruiz de Velasco, (ambos descendientes de Ruy Martínez de Solórzano) son demandados por el monasterio de Santa María de Nájera (Rioja), que lleva dos años sin cobrar los diezmos que habitualmente estos señores de Carasa tributan, desde la cesión de las tierras de Carasa por Santa María del Puerto en el siglo XIII y como bien indica el Libro de Behetrías. Al final los Señores de Carasa deben seguir tributando al Monasterio de Santa María de Nájera, pero "libremente" y por justa causa. Se atenúa el feudalismo y es remplazado por el poder económico y social de los linajes.

#### El Siglo de Oro

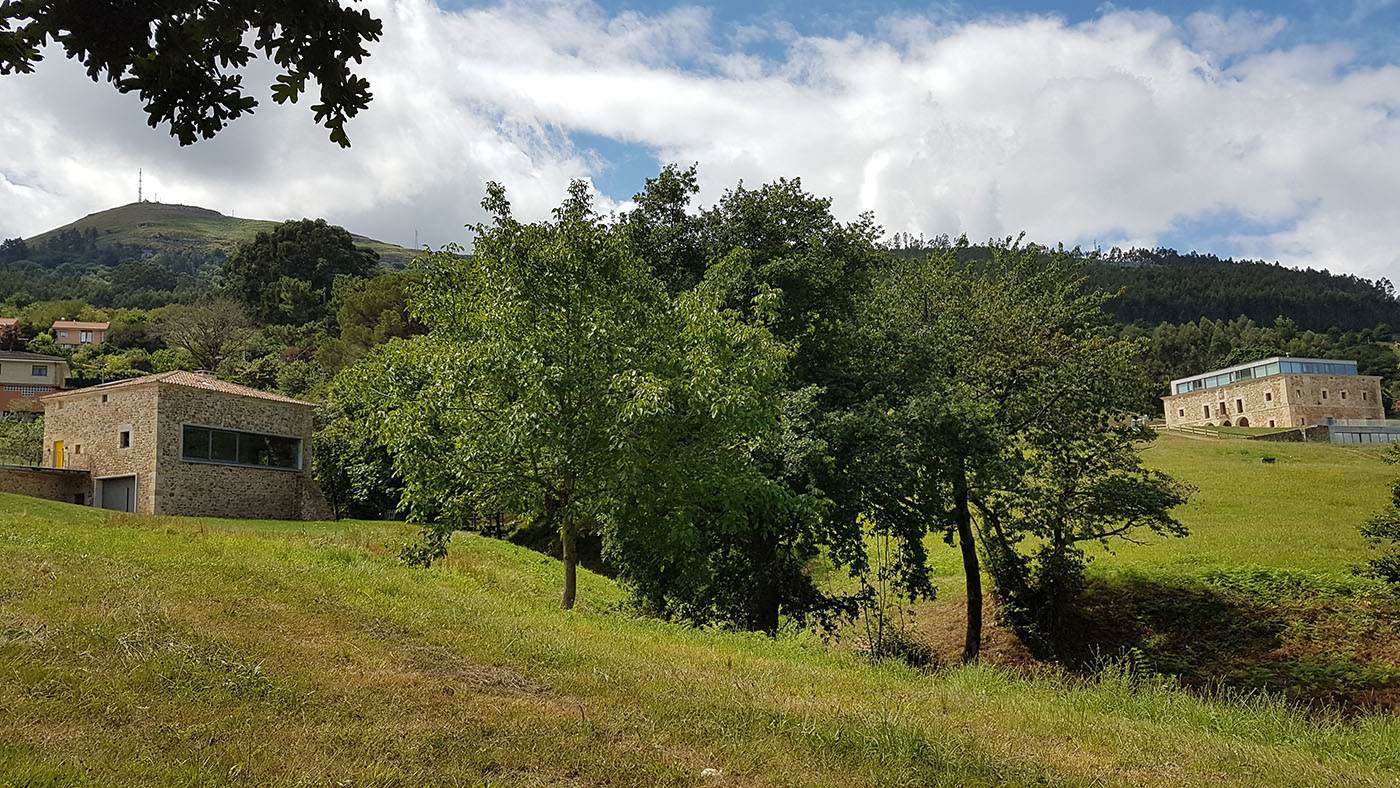
Casa Torre de Angustina (izquierda) y Casa Pico de Velasco (derecha) en el barrio de Angustina

Carasa y su barrio marítimo de Angustina tuvieron, por su conexión con Limpias, Colindres y Laredo, su tiempo de esplendor en el Siglo de Oro. Laredo se convierte en el puerto comercial y militar más importante del norte de España, primera potencia mundial, con más tráfico que Santander y puerto principal de importación de bienes y exportación de trigo y lana que venían de la meseta por el Camino Real por carros y mulateros. Los arsenales de Falgote en Colindres producen gran parte de los naos y galeones para la flota española. Esta actividad comercial y de complejo industrial militar está en manos de una oligarquía de linajes de corregidores de Laredo como los Hoyo, Villota, Escalante, Vélez y Cachupín. Ilustres carasiegos se incorporan a esta clase dominante: Pedro Ruiz Cachupín esposa a María Fernández de Carasa en Laredo, Rodrigo de Angustina casa con Ana del Hoyo y Mateo de Angustina (sobrino de Rodrigo), aunque nacido en Carasa, es el corregidor más joven en acceder al puesto en 1559. Después de una carrera de tesorero de la Cruzada en Madrid donde su tío Rodrigo de Angustina le había introducido en la Corte, regresa a Laredo en 1588 y casa con Francisca del Hoyo Cachupín, heredera, por falta de varón, de los tres vínculos de Mayorazgo (Hoyo, Villota y Cachupín)  y es nombrado corregidor perpetuo de la Villa de Laredo, cargo que va ocupar hasta su muerte en 1617 para hacer de Laredo una plaza comercial de primer orden. En 1592 Mateo adquiere la Casa Torre defensiva de los Cachupín que había sufrido del incendio de Laredo de 1582, y "junto a la torre donde vivíamos, fabricamos una casa nueva", testó la hija única María Agustina Cachupín de Mateo de Angustina en 1628y mujer de Francisco Vélez. El hijo de este matrimonio, Francisco Vélez Cachupín Angustina, es el primogénito del mayorazgo Vélez-Cachupín en Laredo, linaje con descendencia ilustre en los siglos XVII y XVIII, que es citado en el Quijote de Cervantes.  
Carasa tiene una prestigiosa tradición marinera que le viene también de la participación de sus marineros en expediciones de exploración del nuevo mundo: Juan de Carasa, contador de la nave capitana que descubre California en la tercera expedición de Hernán Cortés en 1533, Diego Sánchez de Carasa, Gobernador de Puerto Rico en 1555, con capitanes en la batalla naval de Lepanto con Juan de Angustina Carasa y Juan Ruiz de Velasco, o con los navíos particulares en la Jornada de Inglaterra de 1588 de Juan de Carasa, Antón de Carasa, Diego de Carasa, Domingo de Somarriba o de Sancho de Somarriba. En medio de la desbandada de esta jornada, la zabra Nuestra Señora de la Concepción, a cargo de Sancho de Somarriba, tomó una nave escocesa cargada de madera, desandó allí la zabra por y maltratada y de sin provecho, y truxeron el dicho navío a la villa de Santander. En 1594, Juan de Carasa escribe al Rey Felipe II para decirle que tiene una zabra aprestada par ir a cazar el corso (corsario) inglés. 
Durante la Batalla de la Bahía de Santoña sabemos que, después de rendirse Laredo el 16 de agosto de 1639, los franceses intentaron entrar en la merindad trasmerana por la ría de Treto, pero no pudieron "conquistar la torre que el Condestable de Castilla tenía al lado de la ría". El 27 zarpó la armada francesa sin poder entrar en Carasa.  

#### Genealogía
Carasa vio nacer también muchos personajes ilustres con cargos relevantes en la Iglesia, el Gobierno y el Ejército de España y de Indias en una época en la que España estaba conquistando el mundo. El siglo XVII fue un siglo de guerras y de emigración al Nuevo Mundo. Se nota en los padrones de Carasa que hay muchos casariegos ausentes sirviendo o combatiendo "en servicio de su majestad", en "Yndias", en Nápoles, o en "Nueva España". En los siglos siguientes la población de Carasa pasa de 40 a 50 casas. En 1651, los linajes de Carasa son los siguientes (todos sus habitantes son hidalgos): Somarriba, Ruiseco, Maza, Landeras, Palenque, Rivero, Galindo, Bustillo, Incera, Angustina, Haro, Carril, Achabal, Velasco, San Román, Alvarado, Camargo, Susvilla, Mazarredo, Ontañon, Alvear, Ateca, Susvilla, Pereda, Torre, Arce, Palacio, Llanez, del Río, Cañarte, Agüera (1654), Palacio, Garzón, Noval y Lastra. A partir del siglo XVIII llegaron otros linajes a Carasa: Barba, Umara, Pedraja, Roldán, Ortiz, Maltrana, etc. linajes de Voto: Cerecedo, Morlote, Tijera, Vega, Pacheco, Naveda, Nates, Rivero Rada, etc., de origen pasiego (Lavín, Fernández, Abascal, Gómez, Sainz, Cobo, Ortiz, Diego), de Marrón, Ampuero o Limpias (Barba, Piedra, Escajadillo, Rivero), o del país vasco: Achával (de Lequeitzo), Izaguirre (de Tolosa), Alberdi (de Vergara), Mazpule. En el siglo XIX vinieron los Rodríguez (de Arcos de Valdeorras), y en el siglo XX, gente de toda España (Sevilla, Zamora, Málaga, Ciudad Real, Asturias, Galicia, Burgos) para trabajar en las canteras, la construcción del ferrocarril y en la industria de Angustina.

Carasa está formado por barrios toponímicos con fuerte carácter. Llevar el apellido Carasa puede significar dos cosas: o bien es un señor que se marcha de Carasa y que se define por su pueblo de origen (en vez de su barrio que nadie va a conocer), como Juan de Carasa cuando se instala en Castro Urdiales, con lo cual ya no será de Carasa a la generación siguiente aunque conserve el apellido. O bien es el cambio de apellido de un señor que viene de fuera y cuyos hijos adoptan el apellido toponímico (en este caso tampoco es de Carasa). 

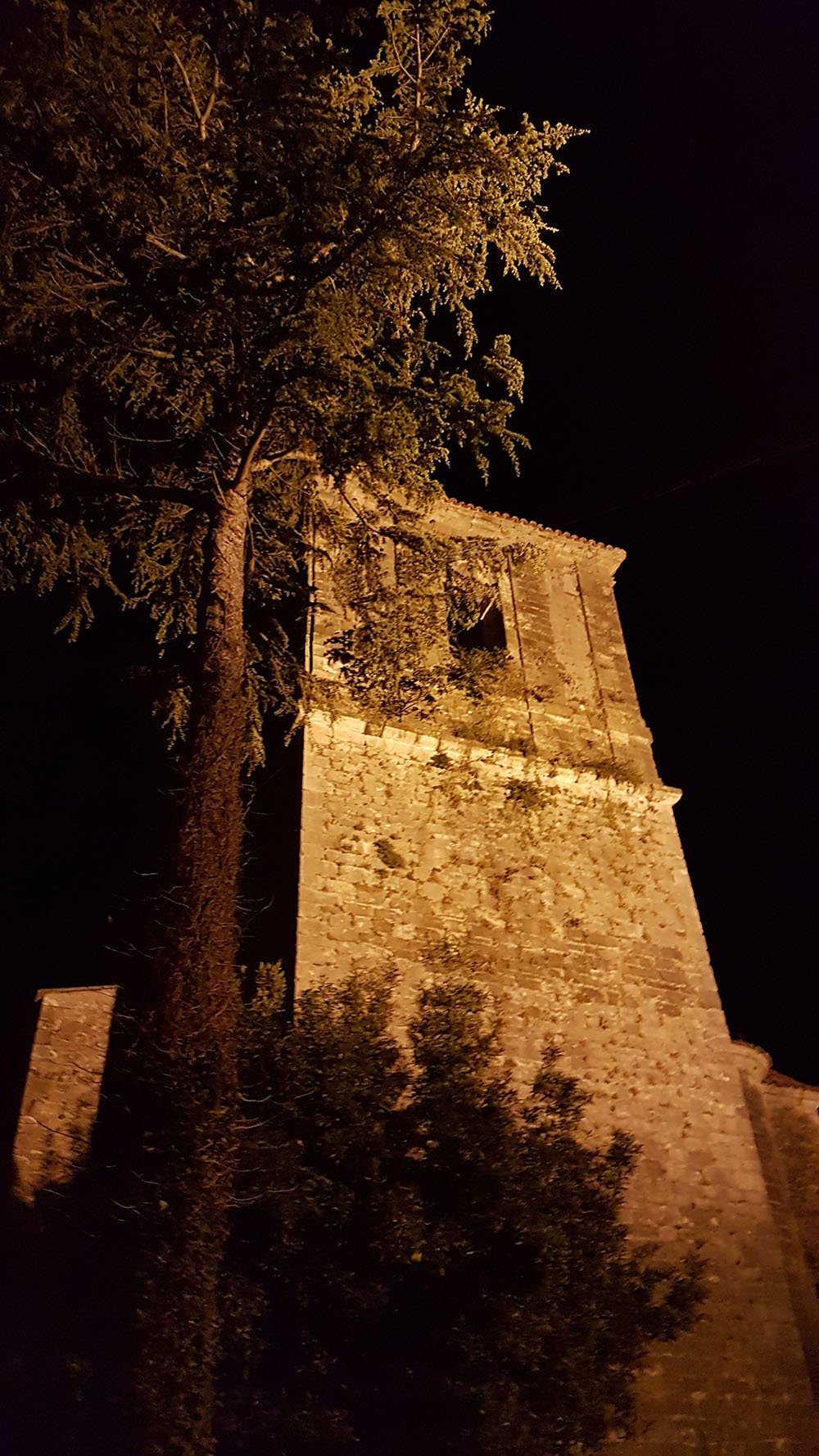
Campanario de la iglesia de Carasa

Así ocurre con Ruy Martínez de Solórzano "el joven" (hijo del epónimo apodado "el viejo") que compra la casa Pico de Velasco en 1390 a los Velasco. A su muerte en 1455, su hijo Diego Ruiz "al cambiar su lugar de radicación cambió definitivamente su apellido, como ya había hecho a veces su padre" y se convierte en Diego Ruiz de Carasa. Su hijo Ruy Martínez de Carasa tiene dos hijos: Pedro Sánchez de Carasa, que sigue con el apellido Carasa, y Diego Ruiz, que cambia también de apellido (una manía en la familia). Diego Ruiz adopta el apellido Velasco cuando hereda de la casa de su padre en 1470. Según Juan Arce de Otálora, Ruy "tubo un hijo llamado Diego Ruiz de Carasa, pero por causa del solar en donde vivía llamaron Diego Ruiz de Velasco".
En Carasa, la rama principal sigue con Diego Sánchez de Carasa, nacido en 1547 que casa en Padiérniga y existe otra rama de María Fernández de Carasa que casa con Juan de Angustina Velasco en 1635. El apellido Carasa desaparece de Carasa a principios del siglo XVIII (con Francisco de Carasa). No hay nadie de apellido Carasa en Carasa en estos últimos 300 años en los padrones de Carasa. Carasa es un apellido toponímico que tiene hoy en día muchas ramas que se difundieron por España y por el mundo.

## La Guerra Civil en Carasa
En julio de 1936, cuando estalla la Guerra Civil Española, empieza una gran agitación social en Carasa. Militantes de la FAI patrullan armados, requisan un coche y comida. Existe una orden del Ayuntamiento (según ciertas fuentes pero no hay consenso) que manda derribar todas las campanas de las iglesias. La iglesia Santa María es saqueada. Las campanas de plata son derribadas del campanario y quedan destrozadas al desplomarse, la sacristía es incendiada y todos los libros sacramentales de los bautizos desde el siglo XVI más todos los libros del siglo XIX resultaron completamente destruidos y los muebles litúrgicos (catafalco) y el reloj desaparecieron o fueron quemados (no hay consenso), así como también las reliquias traídas de la Batalla de Lepanto, por Juan de Angustina Carasa. Esto sería probablemente la razón de las represalias desproporcionadas que iban a abatirse sobre Carasa, cuya iglesia fue la única saqueada en todo el municipio de Voto.
Cuando cae Santander en agosto de 1937 en manos de los nacionales, los jóvenes de Carasa que habían sobrevivido a la guerra en el frente con el ejército republicano fueron movilizados de nuevo e incorporados a las tropas franquistas. 

#### Los 5 ejecutados del 14 de enero de 1938
Cinco meses después de la conquista por las tropas nacionales de Santander, el 14 de enero de 1938, 5 señores de Carasa fueron convocados por el Ayuntamiento de Colindres. Ninguno de ellos había participado en el saqueo de la Iglesia y se cuenta que marcharon sin miedo, confiados, con la conciencia tranquila, bien vestidos y con sus relojes, "la guerra ya había pasado" decían a sus familiares y, además, 7 jóvenes ya habían fallecido. Al menos uno fue denunciado solo por envidia de otro vecino. Algunos habían participado en mítines políticos y fueron denunciados. Fueron cargados en un camión con más gente de la Junta de Voto, trasladados y ejecutados sin juicio y por sorpresa, contra un paredón del cementerio de Ciriego en Santander, y enterrados en una fosa común anónima (unos mil presos fueron ejecutados allí en similares condiciones). Estos hechos fueron contados por un superviviente de la matanza, José Cincunegui Gutiérrez, entonces alcalde de la Junta de Voto, que consiguió echar a correr y escapar cuando caía la noche de tal modo que pudo contarlo años más tarde. Los cinco ejecutados fueron los siguientes:
1. José Rodríguez Rivas, Ciriego el 14/01/1938, 22 años (cuyo hermano, Serafín, murió en campo de concentración)
2. Manuel García Gómez, Ciriego, 14/01/1938, 18 años
3. José Trevilla Fernàndez, Ciriego el 14/01/1938, 60 años
4. Dionisio Morlote Martínez, Ciriego 14/01/1938, 57 años
5. Leopoldo Ortiz Fernández, Ciriego 14/01/1938, 53 años

#### Otros muertos de la Guerra Civil
Otros murieron en el frente, en campos de concentración o tratando de exiliarse. En total, 14 carasiegos pierden la vida de 50 casas que tenía el pueblo entonces:
1. Manuel Alberdi Maíz, voluntario, en el frente en Arija en 1936, a los 20 años
2. Rufino Trevilla Cerecedo, en el frente en Arija en 1936, a los 20 años
3. Federico Cuetos Ricondo, en el frente en 1936, a los 22 años
4. Vitoriano Tijera Angustina, Estepar, en un saca de la cárcel de Burgos 15 de septiembre de 1936, 30 años
5. César Palomares Pérez, voluntario, en el frente en Villasana de Mena, Burgos en 1937, a los 28 años
6. Luis Subisaga Bengoechea, en Gijón en agosto de 1937, a los 30 años
7. Sergio Gutiérrez Fernández, en el frente en Teruel en diciembre de 1937, a los 20 años
8. Tomas Lavín Somarriba, en La Junquera, Gerona en 1938, a los 19 años
9. Serafín Rodríguez Rivas, en Madrid como preso-esclavo, en la construcción del Valle de los Caídos.

Todos los muertos fueron del bando republicano.

## Economía
Después de la guerra, no hubo hambruna en Carasa que siempre había sido tierra de labradores con muchas tierras y árboles frutales abundantes, pero así todo fue un periodo económicamente muy duro. Hasta los años 1960, se comía el tradicional cocido de alubias con algo de cerdo si había Matanza del cerdo en la San Martín, o simples alubias guisadas con la tradicional torta de maíz con leche de vaca. La pesca en Carasa fue siempre un recurso paliativo y en toda clase de modalidades: en alta mar en tripulaciones desde Colindres, trabajando en fábricas conserveras en Santoña, apañando almejas a marea baja o pescando angulas en la ría de Angustina. En los años 1950, se desarrolló una actividad de soga (con la abundancia de juncos de las marismas) utilizada por altos hornos de Vizcaya y la actividad de canteras. Carasa tiene, desde siglos, una gran tradición de maestros canteros (como en todo el municipio de Voto) y tuvo tres canteras: una pequeña en la cuesta del cementerio que no dio mucho resultado, otro en el "pico Carrasco" que se abandonó en los años 80 debido a la peligrosidad de las proyecciones de piedras con los barrenos de dinamita (goma 2), y la gran cantera Fernández Rosillo y Cía. S. L. en Angustina con un horno donde se cocía la cal que era cargada directamente en el tren. Angustina, con su estación de ferrocarril, era el barrio de Carasa con mayor desarrollo industrial y comercial a finales del siglo XIX. Hubo hasta cuatro fábricas de azulejos, de añil y de cal. Fue también un barrio con elegantes mansiones de indianos que se añaden a las casas torre de Angustina y de Velasco.
A partir de los años 80, la actividad de ganadería (lechera sobre todo) se concentra en cuatro fincas de unas cien vacas cada una (una de ellas, La Ponderosa, fabrica sus propios yogures) y las industrias de Angustina se van a menos y cierran. La construcción se convierte en la actividad económica principal de sus habitantes (albañiles, contratistas, inmobiliarias) hasta la crisis del 2009 que afecta a toda la economía de España. Afortunadamente, la clasificación de Carasa como "reserva natural" por ser parte integrante de Parque natural de las Marismas de Santoña, Victoria y Joyel, por el Plan de Ordenación del Litoral (POL) mediante la Ley 2/2004 de 27 de septiembre o "Ley de Costas", ha permitido preservar esta comarca de la fiebre inmobiliaria, al contrario de muchos pueblos de la zona, preservando así su entorno natural. El turismo rural de calidad y los servicios son las actividades con más desarrollo hoy en día.

## Patrimonio

#### Iglesia de Santa María de la Asunción

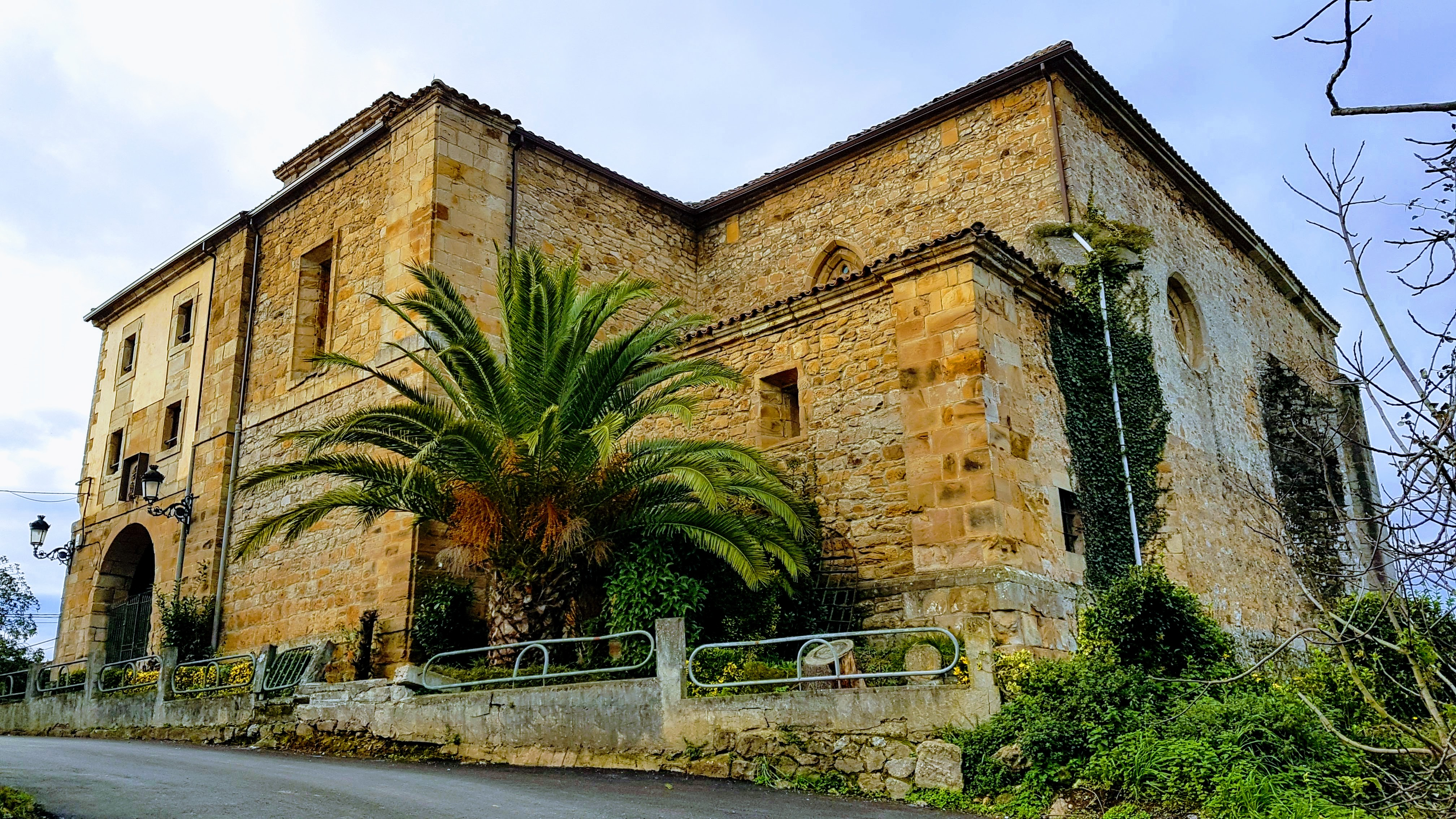
Iglesia de Santa María de la Asunción

Santa María de Carasa es una iglesia imponente con una nave central con tres capillas laterales y torre "campanario". La cabecera es gótica (siglo XIII a XV) y se relaciona con la del Monasterio de Nájera, al que estuvo vinculado durante la Edad Media a partir de 1210. En el evangelio (a la izquierda frente al altar) se abren dos capillas. La capilla cerca del Altar mayor fundada en 1613 por el "Cardenal" Landeras (Licenciado Juan González de las Landeras y Velasco) y su hermano Diego de las Landeras y Velasco. La segunda capilla del evangelio es de Francisco de la Maza y es la más antigua. Es realizada a partir de 1575 por el maestro Pedro de la Torre Bueras, en sillería, siguiendo los planes de Rodrigo Gil de Hontañón, con un estilo mezcla de dórico toscano con el corintio y fue cubierta de crucería estrellada. Sigue trazas del arquitecto Hernando de Nates Naveda. Aloja un retablo de San Roque realizado hacia 1613, y se puede ver expuesta una pintura sobre tabla de época gótica del siglo XV encontrada en una de las restauraciones en el siglo XX. En la epístola (a la derecha frente al altar) se abre la capilla del capitán Juan de Angustina Carasa, vencedor de Lepanto, iniciada en 1585 (para que hiciese crucero con la capilla de los Maza) y realizada por el maestro de cantería Juan Sebastián de las Landeras. Custodia un retablo de San Juan Bautista realizado en 1613 que es atribuido al escultor García de Arredondo. En 1598 se demolió la torre de Juan del Ribero Rada por daños en la estructura y a partir de 1616, Juan de Naveda empezó la construcción del nuevo campanario y también del portal norte con un local en la zona superior. La capilla mayor está ocupada por un retablo churrigueresco, de una gran riqueza ornamental, contratado en 1699 y concluido en 1701 por los maestros de Limpias Juan de Helguero, Pedro de Helguero y Antonio de Alvarado (a quien se atribuyen las trazas). Preside la obra una imagen de la virgen de la Asunción del siglo XV.

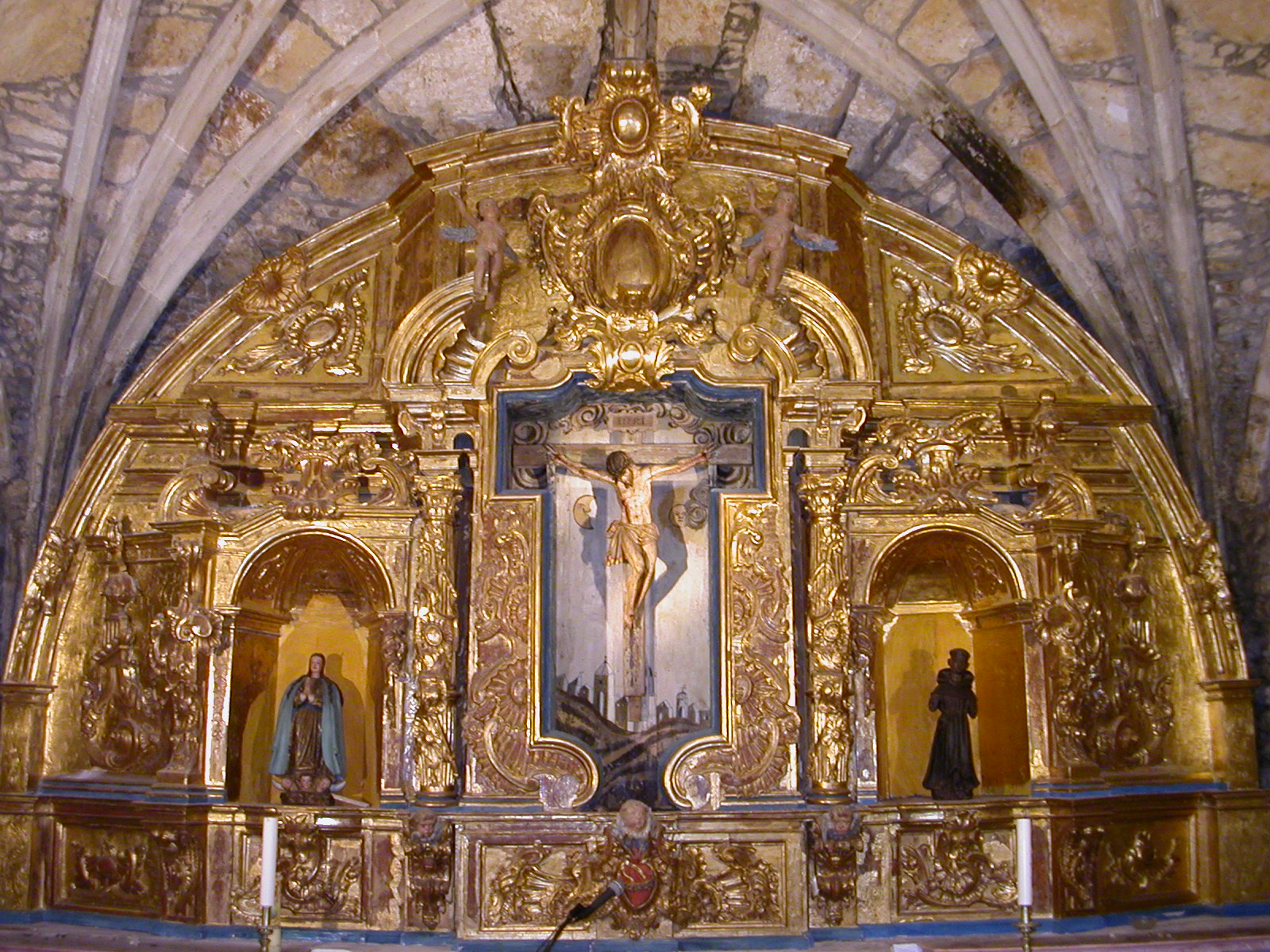
Retablo de la ermita del Cristo

#### Ermita del Cristo
La ermita del Cristo es un edificio pequeño del siglo XV, de una nave con cubierta de bóveda de crucería y una espadaña del siglo XIX, que alberga un retablo mayor barroco rococó de la segunda mitad del siglo XVIII, ejecutado sobre modelos vallisoletanos y burgaleses.

#### Casa Pico de Velasco
Es la cuna de la Casa de Velasco y quedó en la familia hasta su venta, en 1390, por Pedro de Velasco, hijo de un segundo matrimonio de Pedro Fernández de Velasco, a la familia Solórzano cuyos descendientes la ocuparon hasta el siglo XVII. La última generación en nacer allí fue la de Francisco Marcos de Velasco y Alvear, capitán general y gobernador en Flandes y primer marqués Pico de Velasco que murió sin descendencia. El marquesado Pico de Velasco siguió por su hermana pero fuera de Carasa. Por resolución de 17 de diciembre de 2007 (BOC de 4 de enero de 2008) se había incluido en el Inventario General del Patrimonio Cultural de Cantabria, con la categoría de inmueble, la casa Pico de Velasco, ejemplo de arquitectura civil del siglo XVII, situado en el barrio de Angustina. Pero Hispania Nostra pasa la casa a la lista negra (bienes desaparecidos) del Patrimonio de Cantabria considerando que la última reforma hace irreconocible el edificio a pesar de la fuerte inversión en la obra.

#### Casa Torre solar de los Angustina
Hoy llamada "Quinta del Regatón" por el actual propietario (un industrial alemán), es uno de los edificios más antiguos de Carasa y una de las últimas casas torre de Trasmiera, con su contrafuerte medieval. Es el solar de la familia Angustina (que deriva en Angustina) desde "tiempos inmemoriales". Una leyenda dice "en un caballero godo que llega a Angustina y funda casa solar y tiene dos hijos : el primero se queda con la casa y el otro funda el solar de Landeras". La familia Angustina ya reside en la torre antes de la peste negra en 1352. En tiempos de guerras de bandos (finales del siglo XIV), Diego Sánchez del Castillo, hijo de Juan Alonso del Castillo, casa con Sancha de Angustina y va a "poblar" Angustina. El hijo mayor Juan Alonso de Angustina sigue en la casa. A principios del siglo XVI existen 2 ramas: la rama Sánchez con Juan Sánchez de Angustina y Alonso Sánchez de Angustina, y la rama Fernández con Juan Fernández de Angustina que sigue en la casa Torre. 

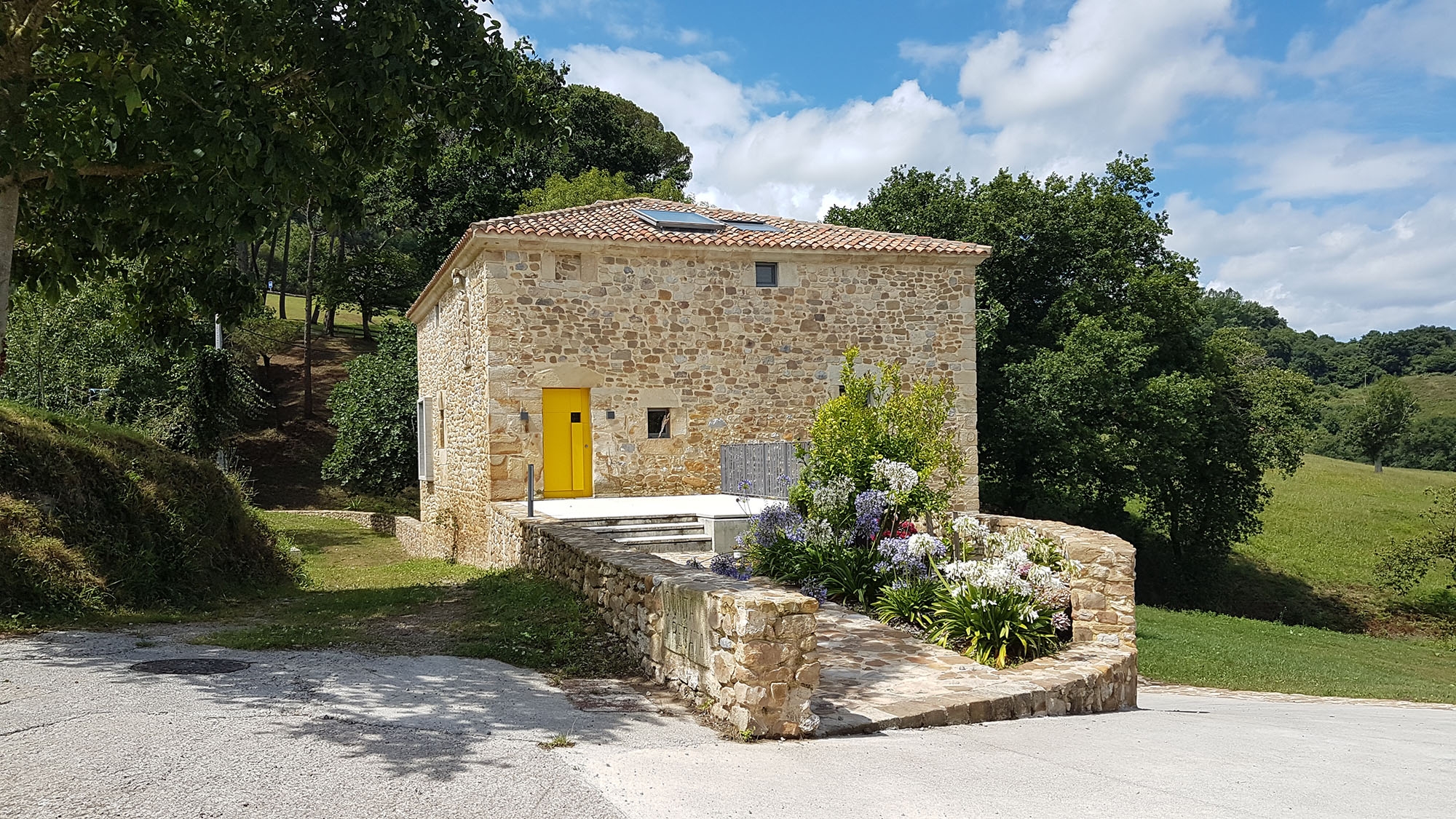
Casa Torre, solar de los Angustina

Hacia 1520, Juan Fernández de Angustina tiene cinco hijos : 
- Juan (el mayor) que hereda de la Casa Torre pero que solo tiene una hija María, que casa un potente mercader de Limpias Gonzalo del Rivero.
- Rodrigo, Contador General, (el fundador de la Iglesia de Santiago de Angustina), que no tiene hijos (hereda Mateo)
- María, que casa con Fernando Palacio Alvarado (de Limpias)
- Diego (cura), 
- Francisca que casa con Juan Sánchez de Angustina (los padres de Mateo de Angustina, el corregidor de Laredo). 
Gonzalo del Rivero decide transformar y casi reconstruir la antigua torre medieval que convierte en una flamante mansión señorial en 1604, adueñándose así del Solar de los Angustina. Fue probablemente inspirado por Mateo de Angustina (su primo y corregidor perpetuo de Laredo) que había realizado similar "jugada" en 1597. Había aprovechado una quiebra de barón en los vínculos del Hoyo, Villota y Cachupín que habían recaído en su mujer Francisca del Hoyo. Se había adueñado del Mayorazgo de estos tres potentes linajes de Laredo asumiendo el coste de las obras de reconstrucción de la casa torre Cachupín de su familia política y dotando a sus cuñadas y su suegra.
El maestro de cantería Francisco de Falla ejecuta la obra en 1604. El resultado fue un edificio imponente de planta rectangular y dos alturas, con los muros construidos en mampostería y con pocos vanos, apreciándose las ventanas hechas con cuatro grandes sillares. Los muros rematan en cornisa de papo de paloma y se guarda el contrafuerte. Poco después esta obra, Gonzalo del Rivero tiene problemas con la justicia de Laredo que no le deja descargar sin licencia sus mercancías en el ribero de Limpias al tener Laredo el monopolio de los derechos portuarios (alcabalas). Fue condenado a 2000 Maravedís en 1605, por su cuñado y rival Mateo de Angustina, por haber descargado una pinaza de bacalao.  Al no poder ejercer libremente su oficio, decidió emigrar a Nueva España (Guadalajara) con su hijo Juan. Su otro hijo el Licenciado Pedro del Rivero Angustina, cura de Carasa, sigue en la casa pero muere en enero de 1684 cuatro semanas después de su hijo único natural Juan Antonio del Rivero. La casa recae en Juan de la Iseca Alvarado pariente lejano de los Angustina (por el linaje Palacio Alvarado). Presume de sus ancestros Angustina en sus noticias genealógicas redactadas en 1685 (memorial de actos positivos de la Casa de Angustina). Juan de la Iseca se muda con sus dos hijos: Jacinto y Juan y hace esculpir un blasón aparatoso de los tres apellidos: Angustina, Rivero y La Iseca pero sus hijos ya son ausentes en 1688, la familia hace su vida lejos de Carasa. Después, la casa cambia de manos varias veces, incluso fue dividida en varias viviendas en el siglo XIX hasta caer totalmente en ruinas. Una remodelación modernista de gran calidad, aunque de estilo discutible, fue realizada en 2012 por el industrial alemán actual dueño de la casa (y también de la Casa Pico de Velasco).

## Personajes ilustres
- Juan de Angustina Carasa: nacido en Carasa hacia 1535, fue capitán de la galera La Determinada en la Batalla de Lepanto en el año 1571 y Contador general de las galeras de España, y Contador de las Merindades de Castilla la Vieja en Villarcayo a finales del siglo XVI.
- Diego de Carasa: gobernador de Puerto Rico entre 1555 y 1565 y Fiscal General de Panamá a partir de 1565 hasta su muerte el 31 de diciembre de 1570.
- Juan Ruiz de Velasco y Val San Martín (1547-1605), Señor de la Casa Pico Velasco en Carasa, ayuda de cámara de Felipe II y Felipe III y caballero de Santiago.
- Gonzalo del Roble y Velasco: (Carasa, 1550-Lumbán (Filipinas), 1615): misionero y gobernador en Filipinas, construye iglesias en pueblos de La Laguna (Pangil).
- Diego Landeras y Velasco (Carasa, 1565): Consejero de Indias y visitador general de la Nueva España de 1606 à 1609
- Mateo de Angustina (Carasa 1540-Laredo 1613): Regidor perpetuo de Laredo entre 1588 y 1613 y fundador del mayorazgo Vélez Cachupín
- Francisco Marcos de Velasco y Alvear: gobernador de Amberes (Flandes) y Primer Marques Pico de Velasco (1633-1693)
- Juan de Carasa: armador y militar, hermano de María Sánchez de Carasa, participa con su zabra en la Batalla de la isla Terceira, el 26 de julio de 1582 y en la Jornada de Inglaterra con sus dos zabras de Castro Urdiales: la Concepción de Carasa y la San Juan de Carasa. Caza corsarios ingleses a partir de 1594 con su propio barco al servicio del Rey. Es el primero de un destacado linaje de armadores, capitanes y almirantes al servicio de la Corona Española. Juan es el padre del almirante y miembro del Consejo de Guerra de su Majestad Gaspar de Carasa, fallecido en 1641.
- Julio Martínez Gómez: campeón de Europa de piragüismo en 1999, y subcampeón del mundo en 2000. Famoso por poseer el mayor número de victorias (11) en el Descenso Internacional del Sella.

## Fiestas y ferias

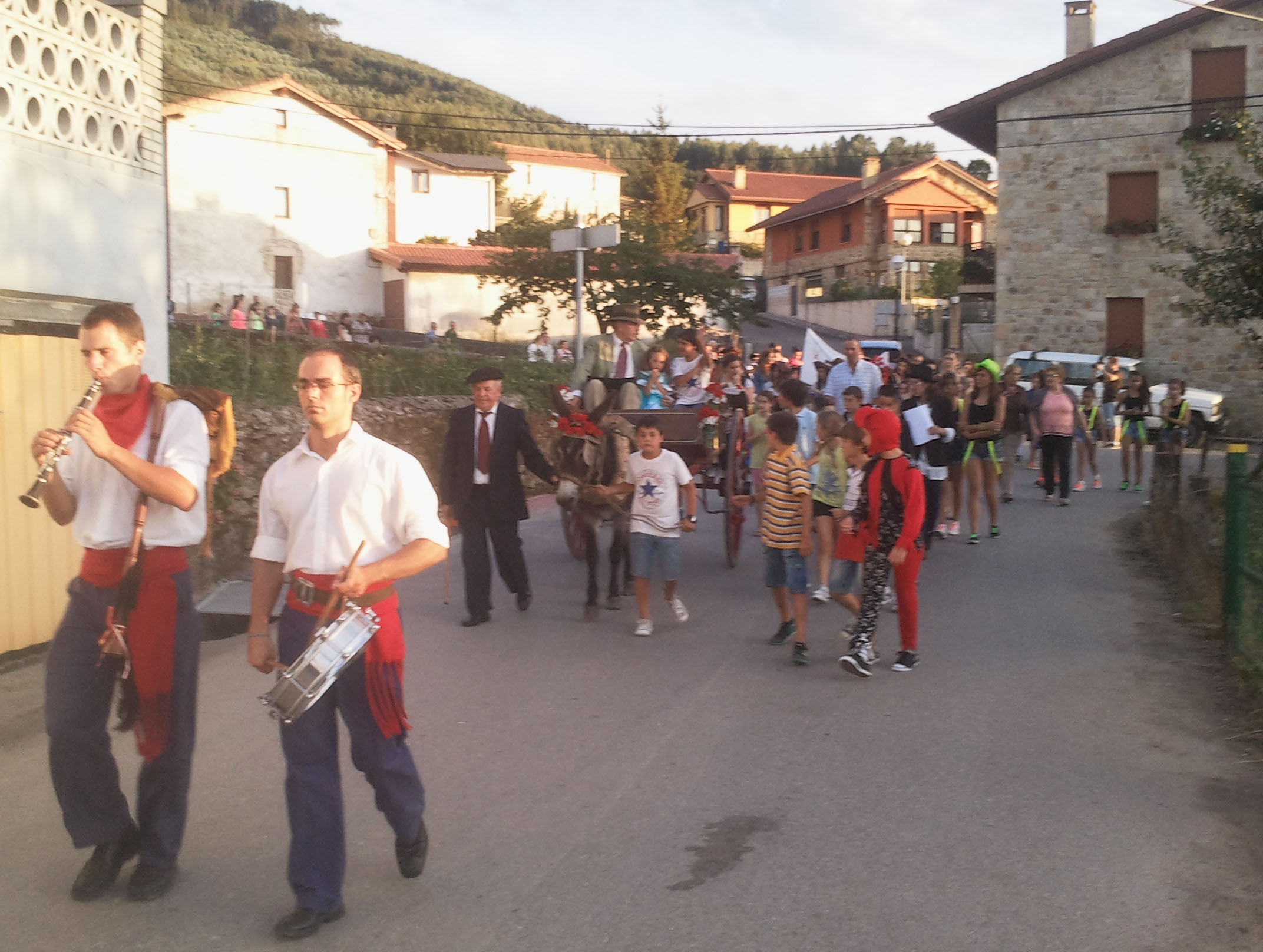
Fiesta de la Gata Negra en Carasa

En este pueblo se celebran varias fiestas:
- Fiesta del Cristo: se celebra el 3 de mayo en el barrio del Cristo de Carasa, cerca de la Ermita
- Nuestra Señora: el 15 de agosto. Se celebra con la peculiar Suelta de la Gata Negra, tradición de más de 500 años.
- San Roque: el 16 de agosto. Tiene un retablo dedicado a él, en la capilla de los Maza en la Iglesia Santa María de Carasa.